# Henri Eberhardt
Henri Eberhardt (Riedisheim, 27 de noviembre de 1913-Beaune, 4 de julio de 1976) fue un deportista francés que compitió en piragüismo en la modalidad de aguas tranquilas.
Participó en dos Juegos Olímpicos de Verano en los años 1936 y 1948, obteniendo una medalla de plata en la edición de Berlín 1936, y una de bronce en la edición de Londres 1948. Ganó una medalla de plata en el Campeonato Europeo de Piragüismo de 1934.

## Palmarés internacional
| Juegos Olímpicos   | Juegos Olímpicos       | Juegos Olímpicos  | Juegos Olímpicos     |
| Año                | Lugar                  | Medalla           | Evento               |
| ------------------ | ---------------------- | ----------------- | -------------------- |
| 1936               | Berlín ( Alemania)     | Medalla de plata  | K1 plegable 10 000 m |
| 1948               | Londres (Reino Unido)  | Medalla de bronce | K1 1000 m            |
| Campeonato Europeo |                        |                   |                      |
| Año                | Lugar                  | Medalla           | Evento               |
| 1934               | Copenhague (Dinamarca) | Medalla de plata  | K1 plegable 10 000 m |